# Jean Dufaux
Jean Dufaux, född den 7 juni 1949, är en belgisk serieförfattare och verksam sedan mitten av 1980-talet. 
Bland den stora mängd serier Dufaux skapat märks bland andra Jessica Blandy (tecknad av Renaud Denauw), Dixie Road (tecknad av Hugues Labiano), Djinn (tecknad av Ana Mirallès), Rovfåglar (tecknad av Enrico Marini) och Niklos Koda (tecknad av Olivier Grenson). 2013 började han att skriva manus till Blake och Mortimer.